# پوزیشن میسیونری

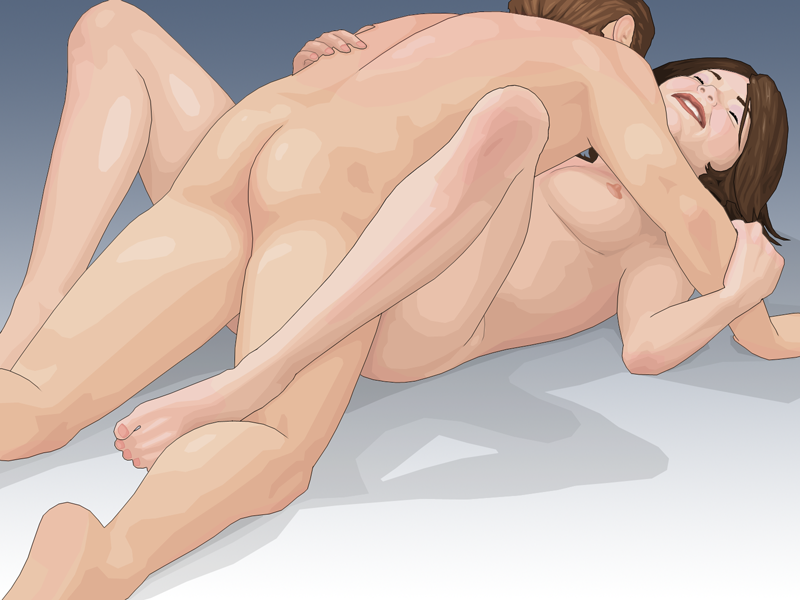
حالت اصلی تماس شکمی

پوزیشن میسیونِری (انگلیسی: Missionary position) یا پوزیشن مرد در بالا (به انگلیسی: man-on-top position) رایج‌ترین پوزیشن سکس است که در آن یک پارتنر (معمولا زن) به‌پشت خوابیده و پارتنر مرد در حالت چهره‌به‌چهره بر او به‌شکم جای می‌گیرد. این شیوه به‌گستردگی از سوی دگرجنس‌گرایان به‌کار گرفته می‌شود و میان همجنسگرایان مرد و زن نیز کمابیش رواج دارد. خوبی پوزیشن روبه‌رو انعطاف‌پذیری بالاست که اجازه می‌دهد میزان باز شدن واژن، عمق دخول، تحریک کلیتوریس، مشارکت پارتنر زن و زمان ارگاسم قابل تنظیم باشد. همچنین این پوزیشن میسیونری به‌خاطر ارتباط چشمی و هم‌آغوشی رمانتیک محبوب زوج‌های جوان است. این روش برای زنان در مراحل آخر بارداری و زنانی که می‌خواهند کنترل بیشتری روی ریتم حرکات داشته باشند چندان مناسب نیست.